# TEE Cisalpin
Il treno TEE Cisalpin, in italiano Cisalpino, cioè al di qua delle Alpi, fu istituito nel 1961 tra Parigi Lyon e Milano Centrale con fermate a Digione, Losanna, Briga e Domodossola.

## Storia
I TEE Cisalpin, Ticino e Gottardo, attivati contemporaneamente il 1º luglio 1961, segnarono la comparsa della trazione elettrica sulla rete Trans Europ Express con l'entrata in servizio degli elettrotreni quadricorrente RAe 1050 delle Ferrovie Federali Svizzere (FFS) che hanno effettuato il TEE Cisalpin fino al 1974, in composizione da 5 elementi fino al 1966, e da 6 elementi successivamente.
La messa in servizio per la prima volta un elettrotreno politensione consentiva di viaggiare sulla rete ferroviaria dell'Europa occidentale senza cambiare locomotiva ai confini. Sin dalla loro messa in servizio, le FFS RAe TEE II hanno fornito servizi TEE attraverso il massiccio alpino: TEE Gottardo e Ticino tra Zurigo e Milano attraverso il San Gottardo e TEE Cisalpin tra Milano e Parigi attraverso il Sempione. 
Per ciascuna delle quattro unità multiple RAe TEE II numerate da 1051 a 1054 è stato predisposto un turno:
- 1º giorno : 
  -  Gottardo : Zürich HB – Milano C
  -  Cisalpin: Milano C – Paris-Gare de Lyon
- 2º giorno :
  -  Cisalpin: Paris-Gare de Lyon – Milano C
- 3º giorno :
  -  Ticino: Milano C – Zürich HB
  -  Ticino: Zürich HB – Milano C
  -  Gottardo: Milano C – Zürich HB
- 4º giorno: sosta a Zurigo per controlli e manutenzione.

Il treno partiva da Parigi, dalla stazione Lyon, e giungeva a Milano via Losanna - Briga – Domodossola, correndo lungo le rive del Lago di Losanna e del Lago Maggiore e attraversando tre nazioni Francia, Svizzera e Italia.
Il nome di questo treno deriva dalla parola latina cisalpinus, utilizzata dai romani per identificare la parte di territorio che sta al di qua (cis) delle Alpi (Alpes) verso la Pianura Padana.
All'inizio degli anni settanta, la SNCF criticò le CFF per la mancanza di flessibilità dei convogli RAe TEE II , che erano a composizione bloccata e incompatibili con qualsiasi altra attrezzatura ferroviaria. Se fosse stato necessario rinforzare il treno durante un periodo di picco di traffico, non c'era altra soluzione che aggiungere un secondo treno, aumentando così la capacità del treno da singolo a doppio. Si decise quindi di dotare la Cisalpin dal 1974 di un treno a materiale ordinario con le nuove carrozze Mistral 1969 .
A seguito del maltempo che ha interessato il Nord Italia dal 7 al 9 ottobre 1977, la linea del Sempione e la strada adiacente furono interrotte l'8 ottobre 1977 da diverse frane e smottamenti a nord di Domodossola. Più a sud, a Pallanza, il viadotto a doppio binario sul Toce è crollato per il cedimento di uno dei suoi piloni. La linea è stata completamente tagliata tra l'8 e il 18 ottobre e le FS hanno deviato il traffico sulla linea non elettrificata e a bassa velocità Premosello – Borgomanero – Novara.

## Percorso
Il treno da Paris Lyon percorreva la Parigi-Marsiglia fino a Digione, da dove, percorrendo la Digione-Vallorbe raggiungeva il confine svizzero di Vallorbe. Nel territorio svizzero la linea passando per Losanna e Briga, attraverso il la linea del Sempione entrava in territorio italiano all'uscita sud del traforo del Sempione presso la stazione di Iselle di Trasquera e da Domodossola raggiungeva Milano
Il TEE Cisalpin fu prolungato da Milano a Venezia Santa Lucia nel periodo estivo tra il 1975 e il 1979 per poi essere soppresso, con l'entrata in servizio dai TGV il 21 gennaio 1984.
| TEE 22 | Stato    | Fermata            | km  | TEE 23 |
| ------ | -------- | ------------------ | --- | ------ |
| 16:00  | Italia   | Milano Centrale    | 0   | 22:08  |
| 17:15  | Italia   | Domodossola        | 125 | 20:52  |
| 17:45  | Svizzera | Brig               | 167 | 19:24  |
| 18:13  | Svizzera | Lausanne           | 313 | 17:57  |
| 18:46  | Svizzera | Vallorbe           | 360 | 17:20  |
| 20:17  | Francia  | Dijon              | 507 | 15:36  |
| 22:44  | Francia  | Paris Gare de Lyon | 822 | 13:15  |

Il 22 gennaio 1984 furono istituiti quattro treni viaggi giornalieri di andata e ritorno con TGV tra Parigi e Losanna, ai quali furono assegnati i nomi dei treni sostituiti: TGV Cisalpin, Jean-Jacques Rousseau, Lemano e Lutetia. Tra Milano e Losanna sono stati realizzati collegamenti InterCity ed estesi fino a Ginevra, che disponevano avevano anche di seconda classe, a differenza degli esclusivi servizi TEE in prima classe e i viaggiatori Francia ↔ Italia usufruivano di una riduzione delle tariffe quando cambiavano treno a Losanna.

## Materiale

### RAe TEE II

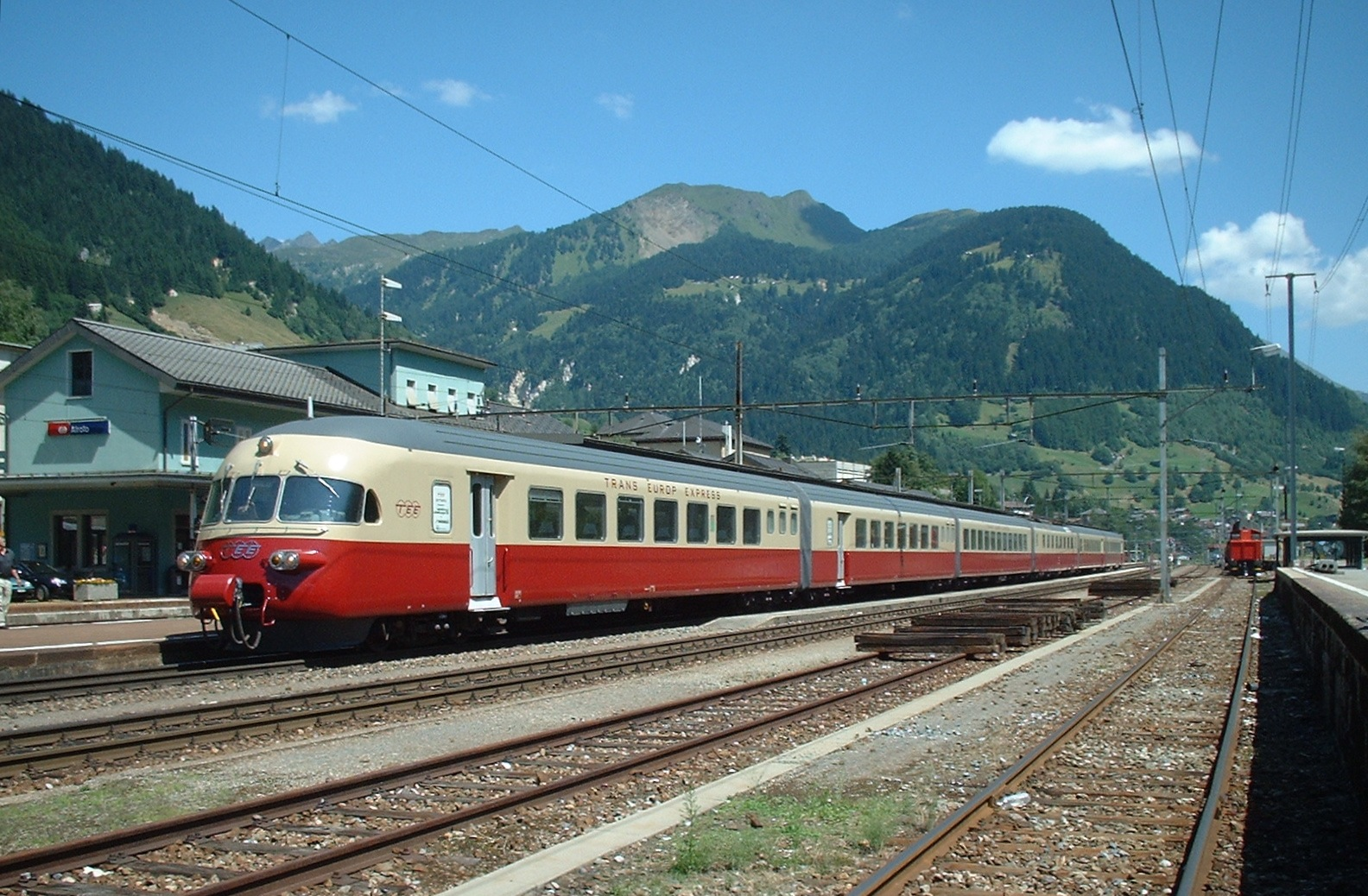
RAe TEE II

Composizione dal1 luglio 1961 al 25 maggio 1974
- Il RAe TEE II era un convoglio a composizione bloccata. Due convogli potevano essere accoppiati a comando multiplo per raddoppiare la capacità, se necessario.

| At | Re | WR | A | At |

| Parigi–Milano | Parigi–Milano | Parigi–Milano | Parigi–Milano | Parigi–Milano |

- A partire dal 1966, dopo una revisione in officina venne aggiunta un'ulteriore vettura:

| At | A | Re | WR | A | At |

| Parigi–Milano | Parigi–Milano | Parigi–Milano | Parigi–Milano | Parigi–Milano | Parigi–Milano |

### Mistral 69
Nel 1974 le esigenze di aumentare la capacità del convoglio portarono alla sostituzione degli elettrotreni svizzeri con treni di materiale ordinario composti da carrozze TEE SNCF e SBB di tipo Mistral 69 passando dai 216 posti del Rae a 6 elementi (in precedenza erano stati 174 posti in composizione da 5) ai 310 posti offerti dalla composizione basata su solo carrozze di prima classe: in partenza da Parigi la composizione del treno era di 9 carrozze tra Parigi e Losanna, con tre carrozze a corridoio centrale, tre carrozze a scompartimenti, una carrozza ristorante, una con compartimento bar e una carrozza salone con compartimento bagagliaio e generatore. Due carrozze, una delle quali a compartimenti e una a corridoio centrale, erano SBB, il resto del convoglio era SNCF. 
La composizione si riduceva a 6 sulla tratta italiana: non proseguivano una carrozza a scompartimenti, una a corridoio centrale e una carrozza ristorante, ma in certi periodi la carrozza ristorante proseguiva per l'Italia, e a Losanna veniva sganciata la carrozza bar.
Composizione dal26 maggio 1974 al 21 gennaio 1984
- Orario invernale (da fine settembre–inizio ottobre a fine maggio–inizio giugno):

| A4Dtux SNCF | A8u SNCF | A8u SNCF | A8tu SNCF | A8tu SBB | A3rtux SNCF | Vru SNCF | A8u SBB | A8tu SNCF |

| carrozza 2 Parigi–Milano | carrozza 3 Parigi–Milano | carrozza 4 Parigi–Milano | carrozza 5 Parigi–Milano | carrozza 8 Parigi–Milano | carrozza 9 Parigi–Milano | Parigi–Losanna | carrozza 12 Parigi–Losanna | carrozza 16 Parigi–Losanna |

Nel periodo estivo tra il 1975 e il 1979 la percorrenza fu estesa fino a Venezia, e la composizione, nei fine settimana, veniva allungata con una carrozza a scompartimenti addizionale.
- Orario estivo (da fine maggio–inizio giugno a fine settembre–inizio ottobre):

| A4Dtux SNCF | A8u SNCF | A8u SNCF | A8tu SNCF | A8tu SBB | Vru SNCF | A8u SBB | A3rtux SNCF | A8tu SNCF |

| carrozza 2 Parigi–Venezia | carrozza 3 Parigi–Venezia | carrozza 4 Parigi–Venezia | carrozza 5 Parigi–Venezia | carrozza 8 Parigi–Venezia | Parigi–Venezia | carrozza 12 Parigi–Losanna | carrozza 14 Parigi–Losanna | carrozza 16 Parigi–Losanna |

Dal 1974 in territorio francese il traino del Cisalpin venne affidato alle locomotive bicorrenti CC 21000 o BB 22200, essendo il tratto Parigi-Digione e da Digione fino a Dole alimentato a 1,5 kV in Corrente continua e il tratto Dole-Vallorbe alimentato a 25 kV in Corrente alternata. Da Vallorbe a Domodossola, con la linea elettrica a corrente alternata a 15000 V a 16⅔ Hz il traino era affidato a locomotive Re 6/6 o Re 4/4II in livrea TEE. In territorio italiano con linea a corrente continua a 3000 V il traino era affidato a locomotive E 444 o E 656 o E 632/E 633. Nel persorso francese il traino le locomotive bicorrenti CC 21000 o BB 22200 potevano essere sostituite da una locomotiva CC 6500 tra Parigi e Digione sotto una tensione di 1.500 V a corrente continua e da due locomotive bicorrenti BB 25500 in accoppiamento multiplo tra Digione e Vallorbe, sotto una tensione di 1.500 V a corrente continua fino a Dole, e poi sotto una tenzione di 25.000 V 50 Hz a corrente alternata.

## L'incidente dell'ottobre 1962
Il 5 ottobre 1962, poco dopo l’avvio del servizio, il TEE Cisalpin subì un grave incidente nei pressi della cittadina francese di Montbard: l'elettrotreno Rae 1053, lanciato alla velocità 140 chilometri all'ora, si scontrò con tre carri persi da un treno cisterna che lo precedeva a causa della rottura del gancio di trazione. Nell'incidente dieci persone persero la vita. La ricostruzione fu compiuta nell'inverno 1962-1963.

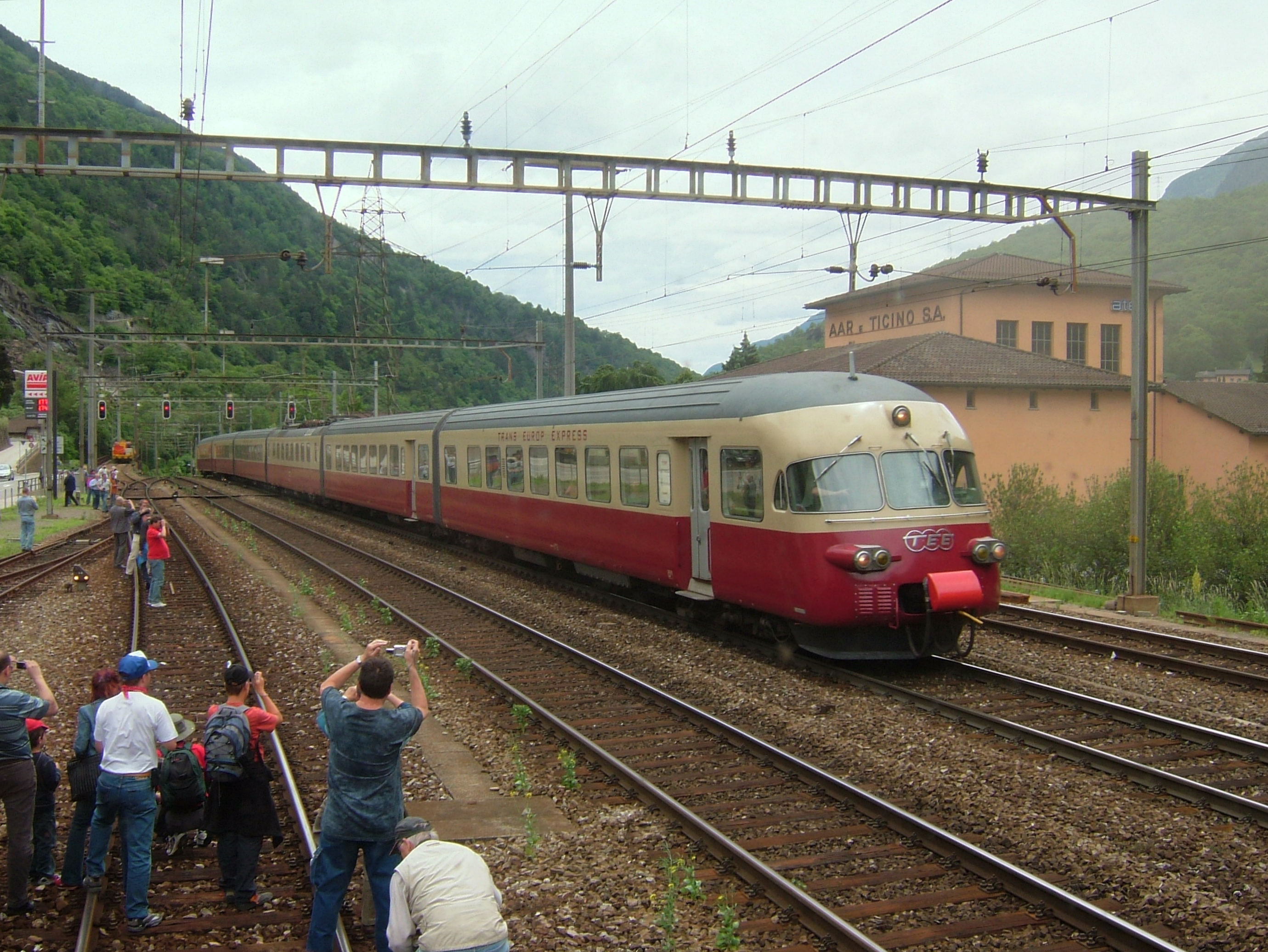
L'elettrotreno TEE RAe 1053 della Fondazione per il patrimonio storico delle FFS ripreso a Lavorgo nel 2007

Dopo il rientro in servizio, quando a cavallo tra il 1988 e il 1989, gli elettrotreni TEE RAe 1050 furono trasformati nella nuova versione EuroCity RABe 1050 e riallestiti con l'aggiunta della seconda classe e la nuova coloritura in due tonalità di grigio simile a quella delle carrozze FFS tipo EuroCity, l'elettrotreno RABe 1053 fu completato all'inizio del 1989.
Alla data della cessazione del servizio regolare (27 novembre 1999) degli elettrotreni RABe 1050, le FFS, avendo in programma di riportare allo stato di origine uno degli elettrotreni per effettuare treni storici scelsero l'elettrotreno RAe 1053, che col concorso della società TEE-Classics venne riparato nell'officina BLS (Bern-Lötschberg-Simplon) di Bönigen da cui uscì nella prima metà del 2003 con la livrea originale rosso e crema, diventando così uno dei "fiori all'occhiello" della flotta dei treni storici FFS. Per il restauro furono utilizzati pezzi di ricambio ricavati dall'unità gemella RAe 1055, che venne successivamente demolita. Non venne però ripristinato l'arredamento originale, modificato al tempo della trasformazione in RABe 1050.
Il RAe 1053 è tuttora atto al servizio ed è assegnato alla Fondazione SBB Historic, che gestisce il parco museale delle FFS.
Tra il 2013 e il 2014 la società Stadler Rail, per conto della Fondazione per il patrimonio storico delle FFS, ha compiuto vari lavori di revisione del complesso conservato, ripristinando anche l'alimentazione a 1,5 kV e 3 kV cc e 25 kV ca, in aggiunta a quella a 15 kV ca, unica mantenuta dopo la ritrasformazione da RABe a RAe